# پولسبو (واشینگتن)
پولسبو (به انگلیسی: Poulsbo) شهری در شهرستان کیتساپ ایالت واشنگتن است که در سرشماری سال ۲۰۱۰ میلادی، ۹۲۰۰ نفر جمعیت داشته است.